# Znaczek pocztowy

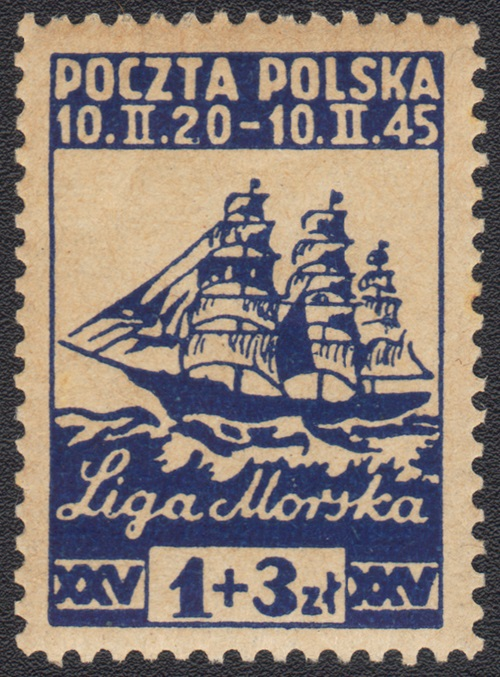
Polski znaczek pocztowy z 1945 r.

Znaczek pocztowy – pocztowy znak wartościowy, służący do rozliczania należności za usługi pocztowe. Przeważnie w postaci  małego papierowego prostokąta przyklejanego do koperty. Znaczek pocztowy zalicza się do druków akcydensowych.

## Charakterystyka
Znaczek pocztowy jest drukiem ścisłego zarachowania i musi posiadać widoczną wartość nominalną. Wykonywany jest różnymi technikami drukarskimi (typografia, litografia, offset, staloryt, rotograwiura) i na różnych rodzajach papieru (często ze znakami wodnymi) na podstawie projektu grafika. 
Znaczki mogą przybierać różne kształty, nie tylko prostokąta (w tym kwadratu). Spotyka się znaczki owalne, trójkątne i pięciokątne. Sierra Leone i Tonga wypuściły samoprzylepne znaczki w kształcie owoców. Różne są również materiały, z których wykonuje się znaczki. Można trafić na znaczki z folii (nawet srebrnej lub złotej), plastiku, a nawet drewna.
Corocznie 9 października obchodzony jest Dzień Znaczka Pocztowego.

## Historia

### Okres przedznaczkowy
W XVII wieku poczta królewska w Wielkiej Brytanii nie była zbyt popularna. Wynikało to z kilku czynników, do których można zaliczyć przede wszystkim: długi czas doręczania, wysokie opłaty za przesyłkę, osobne opłaty za każdą kartkę. Wielu adresatów odmawiało przyjęcia listu lub paczki, gdyż oni właśnie płacili za list lub paczkę. Narodziła się potrzeba reformy pocztowej, a zwłaszcza uproszczenia i ujednolicenia opłat pocztowych. Problemem tym zajęła się jedna z komisji parlamentu brytyjskiego. Jej przewodniczący, Robert Wallace, podjął dzieło reformy pocztowej. Jego zamierzenia i działalność utorowały drogę kolejnym projektom reformy.

### Projekt reformy Rowlanda Hilla
Mimo że Jakub Chalmers i Lovrenc Košir zgłaszali już plany na znaczek pocztowy, to jednak pierwsze znaczki ukazały się w Wielkiej Brytanii i Irlandii.
W styczniu 1837 roku Rowland Hill ogłosił swój projekt reformy poczty w postaci broszury Reforma pocztowa, jej znaczenie i zastosowanie (ang. Postal Reform: its Importance and Practibility). W tej broszurze zaproponował między innymi zniesienie przywilejów dla członków dworu i parlamentu, ujednolicenie opłat w całym kraju i wprowadzenie jednopensowej opłaty za list do pół uncji wagi, niezależnie od miejsca jego przeznaczenia. Proponował też, by opłata pocztowa była dokonywana z góry dzięki małym skrawkom papieru, wystarczająco dużym, by na nich przyłożyć stempel pocztowy, i pokrytych z jednej strony klejem umożliwiającym po zwilżeniu przylepienie do listu.
Izba gmin powołała 23 listopada 1839 komisję do zbadania jego projektu. Po kilku miesiącach 10 stycznia 1840 roku wprowadzono nową taryfę pocztową – 1 pens za list zwykły. Brakowało tylko projektu znaczka.

### Penny Black

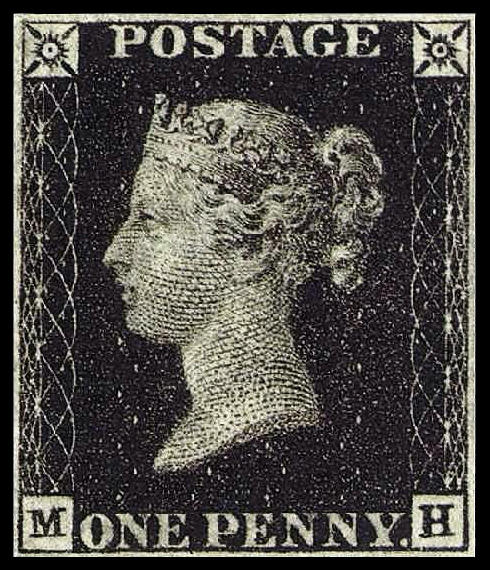
Penny Black

Wzorem dla pierwszego znaczka był medal z portretem młodej królowej Wiktorii, wybity w 1837. Twórcą medalu był William Wyon, natomiast na potrzeby rytowników skopiował go grafik Henry Courbould.
6 maja 1840 roku wprowadzono go do obiegu. Miał nominał 1 pensa i był koloru czarnego. Z tych dwóch powodów otrzymał nazwę Penny Black (czarna jednopensówka). Już Penny Black miał zabezpieczenie przed fałszerstwem. Do produkcji tego znaczka użyto papieru ze znakiem wodnym. Umieszczono też na tym znaczku trudne do sfałszowania ornamenty.

### Pierwsze znaczki na świecie
Po wydaniu Penny Black w 1840 roku w Wielkiej Brytanii, ukazały się znaczki w:
- 1843 – Szwajcaria, Brazylia
- 1845 – Bazylea
- 1847 – Stany Zjednoczone, Mauritius
- 1849 – Francja, Belgia, Bawaria
- 1850 – Austria, Hiszpania, Australia, Prusy
- 1851 – Sardynia, Dania, Kanada, Badenia
- 1852 – Holandia, Indie
- 1855 – Unia szwedzko-norweska
- 1856 – Finlandia
- 1857 – Rosja
- 1858 – Argentyna, Mołdawia
- 1860 – Polska
- 1861 – Grecja
- 1862 – Włochy
- 1866 – Egipt, Honduras, Serbia
- 1868 – Persja
- 1871 – Japonia, Węgry
- 1872 – Niemcy
- 1878 – Chiny
- 1879 – Bułgaria
- 1888 – Tunezja
- 1894 – Etiopia

### Pierwszy polski znaczek

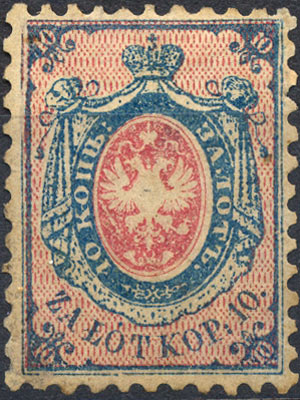
Pierwszy polski znaczek pocztowy, 1860

Pierwszy polski znaczek pocztowy (tzw. „Polska nr 1”) wprowadzono do obiegu w Królestwie Polskim 1 stycznia 1860 (opłata za list o wadze do 1 łuta wynosiła 10 kopiejek). Najrzadszym polskim znaczkiem pocztowym jest znaczek o nominale 10 kr z „wydania krakowskiego”.
Poczta Polska wyemitowała 31 stycznia 2020 roku znaczek pocztowy o nominale 3,30 złotego stylizowany na pierwszy polski znaczek. Okazją była 160 rocznica pierwszego polskiego znaczka pocztowego. Autorem projektu był Bożydar Grozdew. Druk wykonano techniką offsetową na papierze fluorescencyjnym, w nakładzie 120 tys. sztuk.

## Rodzaje znaczków
- znaczki opłaty
- znaczki dopłaty
- znaczki urzędowe
- znaczki różnych poczt:
  - poczta lotnicza
  - poczta balonowa
  - poczta sterowcowa
  - poczta szybowcowa
- znaczek personalizowany
- znaczek wojskowy
- znaczek charytatywny

## Kolekcjonowanie znaczków
Znaczki pocztowe są obiektem kolekcjonerstwa, które nosi nazwę filatelistyki. Polską organizacją filatelistyczną jest Polski Związek Filatelistów.